# Aproximante lateral alveolar sorda
La aproximante lateral alveolar sorda es un sonido consonántico el cual se usa en algunas lenguas habladas, el símbolo que representa este sonido en el Alfabeto fonetico internacional es ⟨ l̥ ⟩

## Características
•Su modo de articulación es aproximante , lo que significa que se produce al estrechar el tracto vocal en el punto de la articulación, pero no lo suficiente como para producir una corriente de aire turbulenta .
•Su punto de articulación es alveolar , lo que significa que se articula con la punta o la lámina de la lengua en la cresta alveolar , denominada respectivamente apical y laminal .
•Su fonación es sorda, lo que significa que se produce sin vibraciones de las cuerdas vocales.
•Es una consonante oral , lo que significa que el aire solo puede escapar por la boca.
•Es una consonante lateral , lo que significa que se produce al dirigir la corriente de aire sobre los lados de la lengua, en lugar de hacia el medio.
•El mecanismo de la corriente de aire es pulmonar , lo que significa que se articula empujando el aire únicamente con los músculos intercostales y el diafragma , como en la mayoría de los sonidos.

## Ocurre en
Este sonido se encuentra presente en los idiomas náhuat, estonio, aleutiano, feroés, islandés.